# Plumarella robusta
Plumarella robusta is een zachte koraalsoort uit de familie Primnoidae. De koraalsoort komt uit het geslacht Plumarella. Plumarella robusta werd in 2011 voor het eerst wetenschappelijk beschreven door Cairns. 